# Cynthia Appiah
Cynthia Appiah (* 15. Mai 1990 in North York, Ontario) ist eine kanadische Bobsportlerin. Sie begann ihre sportliche Laufbahn als Leichtathletin und wechselte 2013 zum Bobsport. Dort startete sie zunächst als Anschieberin, bevor sie ab 2018 zur Pilotin umschulte. Appiah erreichte sowohl im Monobob als auch im Zweierbob Podestergebnisse im Weltcup. 2022 nahm sie an den olympischen Wettkämpfen in Peking teil, wo sie in beiden Disziplinen den achten Platz belegte.

## Werdegang

### Frühe Jahre (bis 2013)
Cynthia Appiah ist die Tochter ghanaischer Immigranten nach Kanada. Sie wuchs in Etobicoke, einem Vorort von Toronto, mit einem älteren Bruder und zwei jüngeren Schwestern auf. Ihre Mutter war in einer Fabrik angestellt, die Autoteile produzierte, ihr Vater arbeitete zunächst in einer Glasflaschenfabrik und später als Taxifahrer. Erstmals mit Leistungssport in Berührung kam Appiah als Kind über das Baseballteam der Toronto Blue Jays. Die karitative Jays-Care-Stiftung des Teams organisierte regelmäßige Baseballspiele für Kinder aus armen Stadtvierteln. Auch als Erwachsene blieb Appiah dem Verein verbunden: In den 2010er-Jahren arbeitete sie (saisonal) im Kartenverkauf der Blue Jays und engagierte sich später selbst als Botschafterin der Jays Care-Stiftung.
Nach dem High-School-Abschluss studierte Appiah von 2008 bis 2013 an der York University in Toronto mit Geschichte als Hauptfach und Psychologie als Nebenfach. In dieser Zeit war sie als Leichtathletin Teil des College-Teams der York Lions und bestritt erfolgreich Wettkämpfe im Kugelstoßen und im Hammerwurf. In ihrem Abschlussjahr 2012/13 zeichnete sie die Universität als Sportlerin des Jahres aus. Unter anderem weil sie keine realistische Chance auf eine Olympiateilnahme in der Leichtathletik sah, wandte sich Appiah ab 2013 von der Leichtathletik ab und konzentrierte sich stattdessen auf den Bobsport. Um die dort geltenden Vorgaben zu erfüllen, reduzierte sie ihr Gewicht von 89 Kilogramm auf 75 Kilogramm. Erste Erfahrungen mit dem Bobsport hatte Appiah schon 2011 bei einem Testtraining des kanadischen Verbandes Bobsleigh Canada Skeleton (BCS) an der York University gesammelt. Als maßgebliche Inspiration für den Sportartenwechsel nannte sie in späteren Interviews die Silbermedaille der Schwarzen Athletin Shelley-Ann Brown im Zweierbob bei den Olympischen Winterspielen 2010 in Vancouver.

### Bob-Anschieberin (2013 bis 2018)
Von 2013 bis 2015 lebte Appiah im Winter in Lake Placid im US-Bundesstaat New York und trainierte auf der dortigen Bobbahn als Anschieberin gemeinsam mit unterschiedlichen kanadischen Pilotinnen. Mit Alysia Rissling gewann sie im Januar 2015 in Lake Placid zwei Rennen im zweitklassigen Nordamerikacup. Im Herbst 2015 wurde Appiah in das kanadische Nationalteam aufgenommen. Zusammen mit der Pilotin Christine de Bruin nahm sie an der Bob-Weltmeisterschaft 2016 teil, wo das Duo den 16. Rang erreichte. Außerdem war Appiah im Januar 2016 in Lake Placid Teil des ersten Frauen-Viererbobs, der zu einem Weltcuprennen der Männer antrat. Der von Kaillie Humphries gesteuerte Bob belegte mit deutlichem Rückstand auf die anderen Teams den 17. und letzten Platz. Einen Monat später gewannen Humphries, Appiah, Kasha Lee und Melissa Lotholz im Rahmen der Bob-WM ein Frauen-Viererbob-Testrennen – ohne Medaillenvergabe und mit nur vier teilnehmenden Bobs. In den folgenden Jahren etablierte sich Frauen-Viererbob nicht als reguläre Disziplin im Wettkampfkalender.
Im Zweierbob kam Appiah ab der Saison 2016/17 zu regelmäßigen Weltcupeinsätzen. Bei ihrem Zweierbob-Debüt in der Rennserie gewann sie als Anschieberin von Kaillie Humphries den Wettkampf im Dezember 2016 auf der Bahn in Whistler. Im Verlauf des Winters erreichte sie mit Humphries weitere vordere Ergebnisse. Bei der WM 2017 fuhr sie nicht mit Humphries, sondern mit Alysia Rissling als Pilotin und wurde Sechste, während Humphries mit Melissa Lotholz als Anschieberin die Silbermedaille gewann. Die Konkurrenz unter den kanadischen Anschieberinnen verschärfte sich 2017/18, als Phylicia George sowie Heather Moyse ins Team stießen beziehungsweise im Fall von Moyse nach einer Pause zurückkehrten. Appiah startete zwar im Weltcup als Anschieberin von Alysia Rissling und Christine de Bruin, fand aber für die Olympischen Winterspiele 2018 in Pyeongchang lediglich als Ersatzfrau Berücksichtigung und kam zu keinem Einsatz. Ihre Zuschauerrolle bezeichnete sie später als „quälend“ (im Original: „excruciating“). Sie sei wütend über ihre Rückstufung gewesen und habe ihre Karriere beenden wollen. Einige Trainer und Teamkollegen hätten sie aber überzeugt, stattdessen zur Bobpilotin umzuschulen.

### Bob-Pilotin (seit 2018)

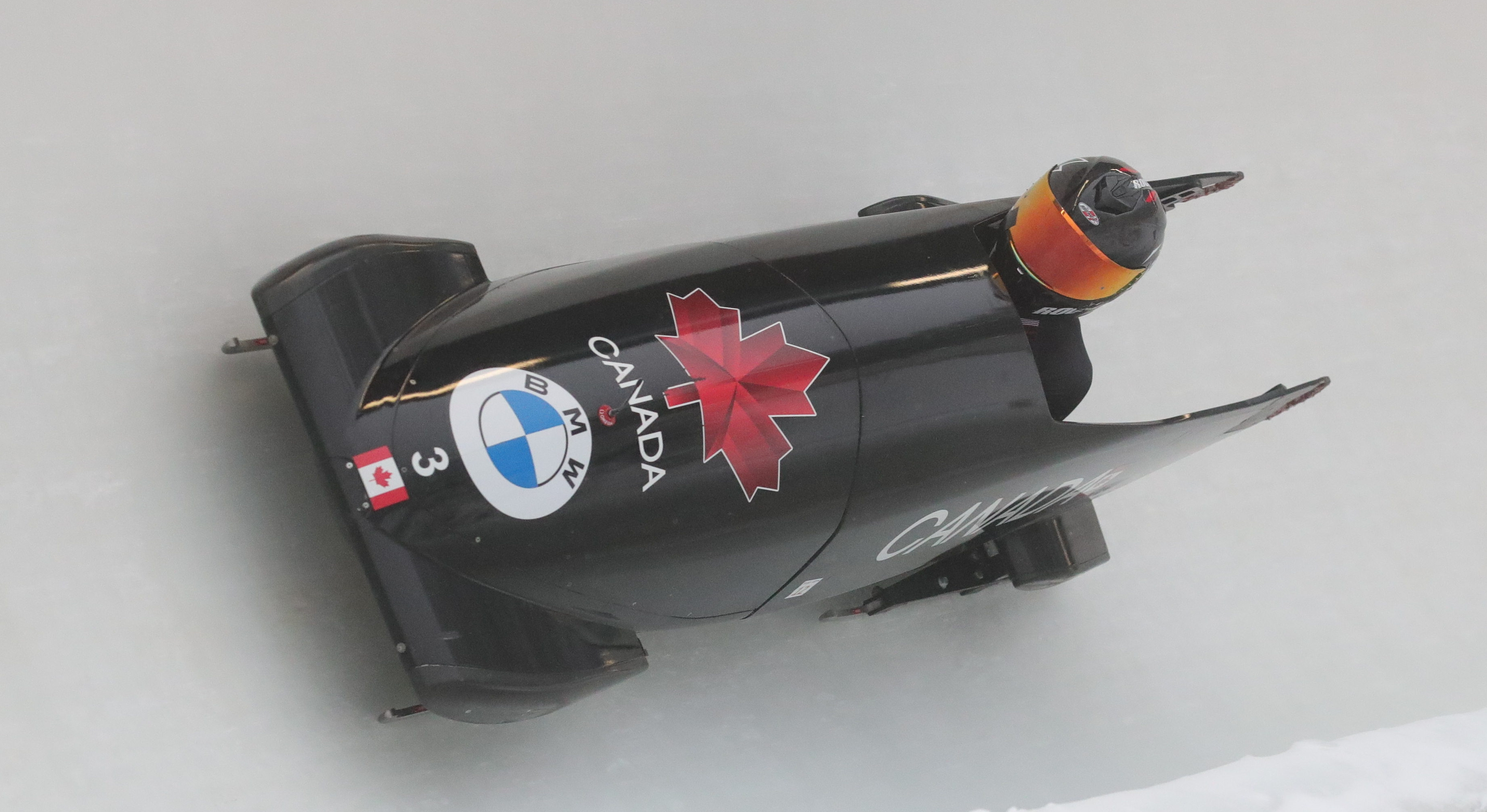
Appiah als Monobob-Pilotin beim Weltcup 2023 auf der Bobbahn Altenberg

Nach den Olympischen Winterspielen 2018 absolvierte Appiah eine dreiwöchige Pilotenausbildung des Bob-Weltverbandes IBSF in Lake Placid. Sie lernte zunächst, mit einem Monobob zu fahren – die Disziplin mit nur einer Person im Sportgerät wurde im Sommer 2018 vom Internationalen Olympischen Komitee in das olympische Programm (ab 2022) aufgenommen und erhielt dadurch einen Bedeutungsschub. Appiah erklärte später, sie schätze am Monobob, dass eine Fahrerin die gesamte Verantwortung für das Rennen trage, weil das ihrer Wettbewerbsnatur entgegenkomme. Im April und im November 2019 entschied sie in Lake Placid zwei Monobob-Rennen gegen internationale Konkurrenz für sich. Als 2021 das erste WM-Rennen im Monobob ausgetragen wurde, belegte Appiah hinter Kaillie Humphries (die mittlerweile für die USA antrat und damit nicht mehr Appiahs Teamkollegin war) sowie drei deutschen Pilotinnen den fünften Platz. 2021/22 fuhr sie in vier Rennen der Monobob-Weltserie auf das Podest und wurde hinter Elana Meyers Taylor und Humphries Dritte der Gesamtwertung. Bei der Olympiapremiere der Disziplin in Peking 2022 galt sie entsprechend ihrer Vorergebnisse als Medaillenkandidatin, verpasste aber als Achte das Podest um zwei Sekunden. Appiah führte das für sie enttäuschende Ergebnis auf die selbstgesteckten Erwartungen und den damit verbundenen hohen Druck zurück.
Neben ihren Erfolgen im Monobob fuhr Appiah ab den späten 2010er-Jahren auch erste Rennen als Pilotin eines Zweierbobs. Anfänglich startete sie im niederklassigen Nordamerikacup. Im Januar 2020 bestritt sie ihr erstes Weltcuprennen an den Lenkseilen und belegte zusammen mit ihrer Anschieberin Dawn Richardson Wilson im Olympia Eiskanal Igls den zehnten Rang. Wegen der COVID-19-Pandemie und der damit verbundenen Reisebeschränkungen verpasste das kanadische Bobteam die erste Hälfte der Saison 2020/21 und war im Training über mehrere Monate auf die Bahn in Whistler beschränkt. Das beste Saisonergebnis erreichten Appiah und Richardson Wilson mit einem vierten Rang beim Weltcuprennen in Igls im Januar 2021, wo das Duo in beiden Läufen die schnellsten Startzeiten aufstellte. Ihr Rückstand auf die siegreichen Kaillie Humphries und Lolo Jones betrug acht Hundertstelsekunden. Im Winter 2021/22 erreichten Appiah/Richardson Wilson bei drei von sieben Teilnahmen an Weltcuprennen ein Ergebnis unter den ersten Zehn. Auch im olympischen Zweierbobrennen 2022 belegte das Duo trotz eines Sturzes im dritten von vier Läufen insgesamt den achten Platz.
In der Weltcupsaison 2022/23 fuhr Appiah im Monobob in fünf von acht Wettkämpfen auf das Podest und wurde wie in der Weltserie im Jahr zuvor Dritte der Gesamtwertung. Im Zweierbob erreichte sie mit wechselnden Anschieberinnen durchgängig Top-Ten-Resultate und stand am Ende des Winters auf dem fünften Platz des Saisonklassements. 2023/24 erzielte Appiah ihr einziges Podestergebnis beim Saisonfinale in Lake Placid, wo sie sich hinter Breeana Walker und Elana Meyers Taylor auf dem dritten Rang platzierte.
Nach zehnjähriger Pause bestritt Appiah ab dem Frühjahr 2023 in den Monaten zwischen den Bobsaisons wieder Leichtathletikwettkämpfe. Bei den kanadischen Meisterschaften 2023 belegte sie den dritten Platz im Kugelstoßen mit einer Weite von 14,84 Metern.

## Engagement und Würdigung
Gegenüber kanadischen Medien betonte Appiah, dass es ihr wichtig sei, schwarze Sportler zu repräsentieren. Wie die US-Amerikanerin Elana Meyers Taylor, die berichtete, dass ein Hersteller den Kauf eines Bobschlittens an dunkelhäutige Piloten mit dem Hinweis auf die Hautfarbe verweigere, wies Appiah auf die Seltenheit schwarzer Bobpiloten hin. Den Grund dafür sah sie in dem Vorurteil, dass Schwarzen die Rennintelligenz fehle, dem sie entgegenwirken wolle. Zusammen mit anderen Athleten mit verschiedenen Herkünften und Hintergrundgeschichten beteiligte sie sich im Vorfeld der Olympischen Winterspiele 2022 an der Kampagne Glory From Anywhere des kanadischen olympischen Komitees. Zudem engagierte sie sich für verschiedene ehrenamtliche Projekte, etwa als Botschafterin von Wohltätigkeitsorganisationen, die sich für die sportliche Förderung junger Menschen einsetzten. Der kanadische Bob- und Skeletonverband zeichnete Appiah 2019 für ihren „beispielhaften Sports- und Teamgeist“ mit dem L. Lamont Gordon Award aus und würdigte sie als treibende Kraft bei dem Wandel zu einer positiven, von Werten bestimmten Verbandskultur.